# Adobe Flash Player
Adobe Flash Player is abandonware ontwikkeld door Adobe waarmee een interactief Flash-bestand kan worden afgespeeld. Het bestand kan van een website komen maar ook een computerspel zijn of als streaming media worden doorgegeven. De distributie van Flash Player wordt sinds 2021 niet meer door Microsoft ondersteund, waardoor het bijvoorbeeld onmogelijk is geworden videobeelden in Flash Player door te geven.
Adobe Flash Player is freeware, closed source en platform-onafhankelijk.

## Beschikbaarheid
Adobe Flash Player was ook beschikbaar voor Android, maar de ontwikkeling daarvoor werd al eerder stopgezet. De actieve ontwikkeling van de NPAPI-plug-in werd voor Linux in 2012 stopgezet, maar in 2016 werd deze beslissing teruggedraaid. De laatste uitgebrachte versie voor Linux bleef bijgevolg lang versie 11.2. Flash Player bleef al die tijd op Linux te gebruiken via de Pepper-API in Google Chrome, Opera en Chromium op Linux.
Met behulp van software van derden kon de nieuwste Flash Player bedoeld voor Google Chrome, de NNPAPI-versie, ook in Mozilla Firefox op Linux worden gebruikt.
Adobe Flash Player 28.0 was voor Microsoft Windows en macOS de nieuwste versie. Op Windows bestond Adobe Flash Player in twee varianten:
- een versie voor Internet Explorer, een ActiveX-plug-in;
- een versie voor alle andere browsers, waaronder Google Chrome en Mozilla Firefox.

Microsoft beëindigde op 31 december 2020 de ondersteuning voor Flash Player.